# Oreopsyche tenella
Oreopsyche tenella is een vlinder uit de familie zakjesdragers (Psychidae). De wetenschappelijke naam van deze soort is voor het eerst geldig gepubliceerd in 1862 door Ad. Speyer.
De soort komt voor in Europa.